# 世界の空軍 AIR FORCE'77
『世界の空軍 AIR FORCE'77』（せかいのくうぐん エアフォース77）は、1976年11月23日に公開された日本のドキュメンタリー映画。製作＝東映ビデオ、配給＝東映洋画。上映時間＝90分。

## 概要
限りなく性能戦争を続ける世界の空軍で使用される最新鋭戦闘機を中心に、世界各国の軍用機70数機種を実戦場面を交えて紹介する貴重なフィルムを集めたドキュメンタリー映画。

## ナレーション
- 小池朝雄

## スタッフ
- 技術指導：源田実
- 構成：河辺和夫
- 音楽：長戸大幸

## 製作経緯
東映洋画部の鈴木常承部長が、1976年2月にロッキード事件が発生した際に、戦闘機のフィルムを集めておけば金になるかもしれないと、各飛行機製造会社に打診し、デモンストレーション用フィルムを合計2500万円で買い込んだ。日本の次期主力戦闘機選定・FX問題が大詰めに入ったと報道された同年9月6日に、ソビエト連邦軍の最新鋭迎撃戦闘機・ミグ25が日本の領空を侵犯し函館市に緊急着陸するミグ25事件が発生、日本国民を震撼させた。東映洋画が先のデモ用フィルムを確認したところ偶然この中にミグ25の映像が含まれていた。1975年に東宝東和配給で日本公開されたアメリカ空軍のドキュメンタリー映画『ブルーエンゼル』がヒットしたこともあり、東映洋画はこの映画を参考に便乗商法を思いつき、デモ用フィルムの編集を急ぎ、ミグ25を含む世界各国の最新軍用戦闘機の実戦場面を交えたドキュメンタリー映画を製作。1976年11月23日から、銀座東急、東急レックス、大阪梅田東映パラス、京都松竹座などの東映洋画系劇場で封切った。当時の東映作品の製作費は平均5000万円だったため、経済的な興行といえた。
4チャンネルステレオ・チャンネルによってサウンドにも力を入れた。
東映洋画は、岡田茂東映社長が1972年4月19日に設立した東映の洋画輸入(買い付け)・配給部門で、日ごろから「儲かることは何でもやれ」と岡田にはっぱをかけられていた肝いりセクションであった。東映洋画の鈴木常承部長は、岡田社長の腹心の一人で、岡田が1977年12月10日に設立した東映セントラルフィルムでも代表を務めた。　
スタッフクレジットに名前を連ねる源田実、河辺和夫、長戸大幸の起用経緯は不明であるが、本作に当時としては最新鋭の各国戦闘機の実戦シーンなどが映っていることから、睨みを効かせるという意味での源田実の招聘かも知れない。源田はFX問題にも関わった"国防族のドン"であった。音楽・長戸大幸は本作がプロデビュー作。長戸は当時、フォーライフ・レコードに関わっており、この頃、フォーライフの吉田拓郎が岡田茂東映社長と対談して、フォーライフと東映は提携に発展していることと、関係があるのかも知れない。
1982年の『世界の空軍 AIR FORCE'82 ドッグ・ファイト』も配給の東映ユニバース・フィルムは、東映洋画部を細分化して1982年12月1日に発足した洋画の配給会社で、本社を東映洋画と同じ東映本社7階に置き、社長は鈴木常承で、構成も河辺和夫のため、本作の続編と見られる。

## 登場する戦闘機、偵察機など
- グラマン F-14トムキャット
- グラマン E-2Cホークアイ
- グラマン A-6イントルーダー
- ジェネラル・ダイナミクス F-16ファイティング・ファルコン
- マグダネルダグラス A-4スカイホーク
- マグダネルダグラス F-15イーグル
- F-5ノースロップ F-5タイガー
- ノースロップ YF-17コブラ
- フェアチャイルド A-10サンダーボルトII
- ボーイングB-52 ストラトフォートレス
- ボーイング KC-135ストラトタンカー
- LTVF-8 クルセイダー
- LTVA-7 コルセアII
- ミコヤン ミグ21
- ミコヤン ミグ23
- ミコヤン ミグ25フォックスバット
- ヤコヴレフ Yak-36
- ツポレフ Tu-22
- ツポレフ Tu-28
- スホーイ Su-17/20
- アントノフ An-12
- ミャスィーシチェフ M201
- ホーカー・シドレー ハリアー
- ダッソー ミラージュF1
- ダッソー ミラージュIII
- サーブ 35 ドラケン
- サーブ 37 ビゲン
- セペキャット・ジャガー
- トーネード IDS

## 評価
- 航空評論家・田中祥一は「今迄にも個々にこれ等の機体を撮ったフィルムは、いくつかあったが、アメリカ、ソヴィエト、フランス等、東西両陣営の最新鋭機が一堂に介した映画は初めてであろう。そのほとんどの画面がAIR TO AIR、つまり飛行中の機体を随伴機から撮影してスクリーンに繰り広げるドキュメンタリーなシーンの数々は、4チャンネルステレオサウンドの音響効果と相まって、世界一の軍用機のエアーショーを観ているかのような趣があり、航空ファンのみならず、一見の価値がある」などと評価している[27]。

- 映画評論家・増淵健は「どうせ寄せ集めのフィルムがまちまちな画調とアングルで羅列されているに違いないと偏見を抱いて試写に観に行った。意外!なかなかの出来である。画像も想像以上にきれいで、米英ソ仏四大国が東映のために特写の労をとったのではないかと錯覚するほど劇映画にもないような凝ったアングルを発見できる。中でも驚いたのはソ連で、航空ファンなら誰でも知っているが、ソ連機の写真は、戦前から修整技術の限りを尽くした見合い写真のような代物や地上からの不鮮明極まるスナップと決まっていて、そうした状態から細部を検索するのが楽しみでさえあった。スホーイ Su-17を列機の翼下から撮ったカットやミャスィーシチェフ M201の夜間発進を望遠で撮ったカットには驚いた。『世界の空軍』では目も綾な映像の上、"動く"のである。小池朝雄のナレーションは、専門用語を多用し、しばしば難解だが、そのことが逆にメタリックな魅力になった。私は大藪春彦の小説がプロットと関係ないメカニズムのこと細かな説明で読ませるのを連想した。ひょっとすると、こちらも作り手の予想外の効果かも知れない」などと評している[28]。